# گنزورا

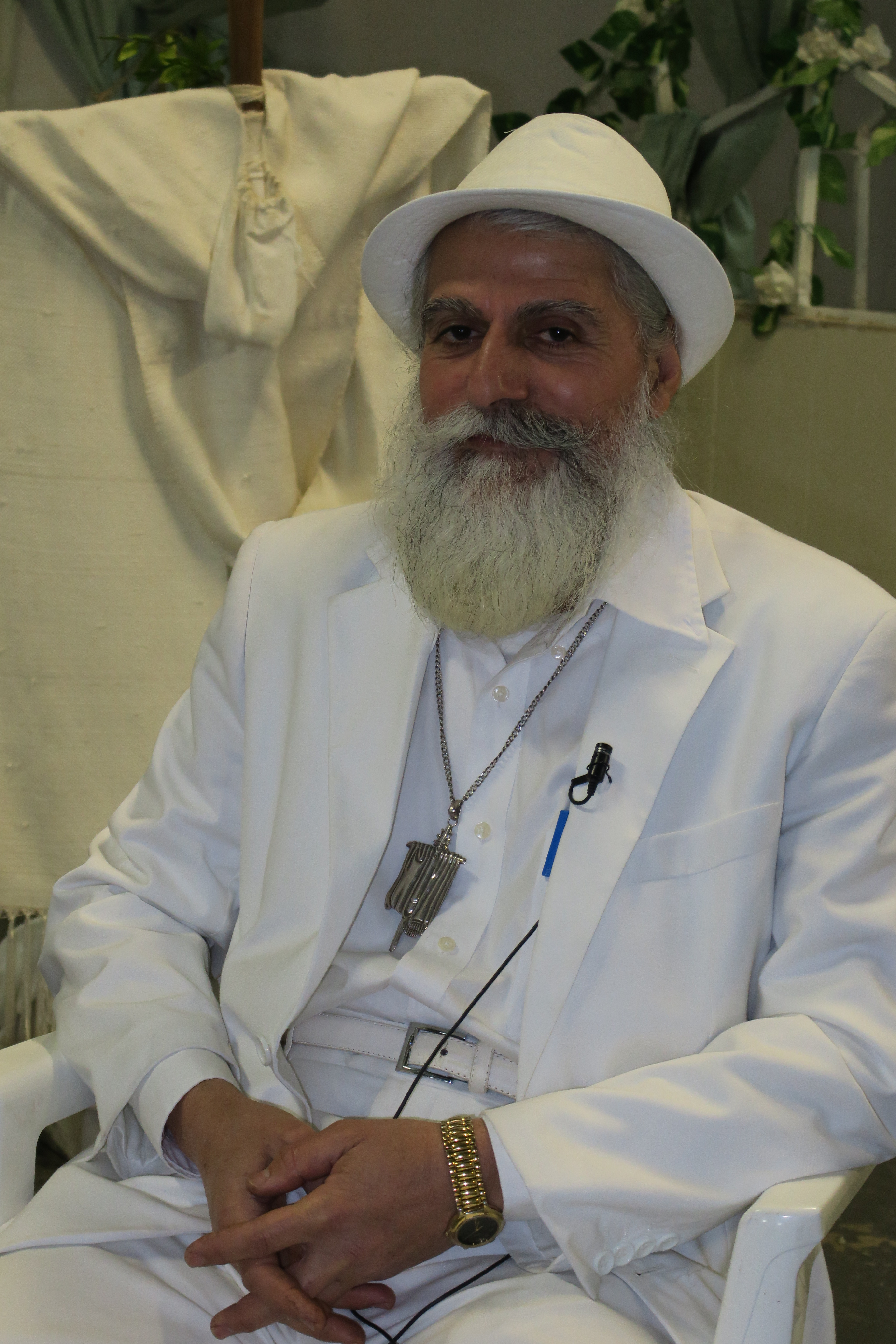
گنزورا خلدون ماجد عبدالله در استرالیا

گنزورا (مندایی: ࡂࡀࡍࡆࡉࡁࡓࡀ) سومین مقام برتر در جامعه دینی مندائی می‌باشد که وظیفه اصلی او در مراسم غسل تعمید است. از آن‌جا که بیشتر فعالیت‌های دینی مندائیان حول آب روان یا یردنا و غسل در آن است جایگاه گنزورا در جامعه مندائی بسیار حائز اهمیت است. همچنین مراسم ازدواج و برخی مراسم دیگر نیز لزوما با حضور وی انجام می‌پذیرد.
هرکس در دین مندایی بتواند به درجه بالای تعلیمات دینی برسد و بر متون دینی تسلط کامل پیدا کند به مقام گنزورا (شیخ) می‌رسد. یک گنزورا، با معنی لغوی گنج‌دار بر امور دینی منداییان نظارت دارد و هرگز وارد مسایل عمومی منداییان نمی‌شود. گنزورا مقام رهبری بر جامعه مندایی ندارد و هیچ‌کس در آیین مندایی نمی‌تواند رهبری دینی جامعه را بر عهده بگیرد. دادن عنوان رهبری به یکی از شیوخ مندایی نیز بعد از انقلاب اسلامی صورت گرفت. یک گنزورا باید حلالی باشد تا بتواند به مقام گنزورایی برسد؛ یعنی هم مادر و هم پدرش باید از خانواده دینی باشند. یک گنزورا امور اصلی آیین مندایی که از آدم بر فرزندانش امر شده برپا و نظارت می‌کند؛ تعمید، ازدواج و مرگ سه رکن اصلی آیین مندایی است که برای اجرای آن به وجود یک گنزورا نیاز است. یک گنزورا باید نمازهای سه‌گانه و دعاهای روزانه را برپا کند، موی سر و صورت خود را از زمان بلوغ نتراشد، اگر هر مندایی به کمکش احتیاج داشت یاری اش کند. مراسم ازدواج و مرگ و تعمید را برای مؤمنان برپا کند و از متون دینی محافظت کند.

## منبع
1. ↑  سایت آفتاب: اطلاعاتی پیرامون آئین صابئین مندایی و آداب و رسوم دینی آن‌ها.فارسی.بازدید در ۱ ژوئیه ۲۰۱۱
2. ↑  «روایت منداییان ایران؛ کم جمعیت اما متحد». بی‌بی‌سی فارسی. دریافت‌شده در ۸ ژانویه ۲۰۱۴.